# 平野恒
平野 恒（ひらの つね、1899年2月1日 - 1998年1月20日）は、日本の教育者。社会事業家。横浜女子短期大学学長。学校法人白峰学園、高風子供園等を設立し、「神奈川の母」と称えられた。神奈川・横浜の各文化賞、藍綬褒章を受賞。自伝などは平野 恒子として著した。

## 経歴

### 生誕から学生時代（1899-1930）
1899年2月1日、神奈川県藤沢市で、平野友輔と平野藤子の次女として生を受けた。父・友輔は、藤沢で開業医として名声を得る一方、自由民権運動家としても活躍していた。また母・藤子は、日本における看護婦の草分け的存在として知られている。
恒は、敬虔なクリスチャンであった両親のもと、キリスト教精神に基づく教育方針による養育を受けた1912年に、仏英和高等女学院（現在の東京白百合学園）に入学し、同学院の寄宿舎に入舎する。ここで恒は、カトリック系女学校の寄宿舎生活を経験することとなる。
恒は、1926年に二宮ワカからの依頼を受け、矯風会横浜支部婦人ホームの初代寮長に就任した。二宮は、恒の幼少期より平野家にたびたび訪問していており、恒とはすでに知り合う仲であった。当時、矯風会横浜支部長として活躍していた二宮は、同会が新たに設置する婦人ホームの寮長を恒に依頼したのだった。恒と両親にとって「寝耳に水」の提案だったが、恒はあっさりと引き受けることにしたという。同年のうちに、恒は日本メソジスト蓬莱町教会で洗礼を受けている。。
この婦人ホームは日本メソジスト蓬莱町教会の敷地内に建てられ、当時女性の一人暮らしが危険とされていたなか、遊郭から逃げてきた婦人を保護したり、デパートに勤める婦人の安全な宿舎として利用された。
横浜支部婦人ホームの寮長として事業に打ち込むうちに、恒は「既に成人した者にどれだけ骨を折ってもダメではないか」と仕事の限界を感じるようになり、１年で寮長の職を辞し、保育の道へと転身することとなる。1927年には、キリスト教の思想に基づく幼児教育を研究するため、青山学院神学部へと進学し、1930年に卒業する。

### 保育事業の展開（1931-1950）
1930年10月に二宮ワカが亡くなった後、恒は二宮の遺族から相沢託児園および中村愛児園の園長の仕事を引き継ぐよう要請される。半年間の逡巡の後に、青山学院神学部時代の恩師・別所梅之助による勧めを受け決意し、1931年4月に両園の園長に就任する。。当時の社会福祉事業は、非常に貧しい状況で、公的な助成にはほとんど頼ることができず、善意の人々に寄付に全面的に依存せざるを得ない状況であった。
恒が園長を継いだ当時、中村愛児園の園舎は震災後のバラックのままで南京虫やノミが巣くう劣悪な環境であり、風水害の際はがけ崩れの恐れもあった。
恒は園舎建て替えの資金を賄うため、寄付集めに奔走した。この時、恒の訴えに賛同した大口寄付者には、岩波茂雄や岡崎久次郎もいた。募金が進む中、中村愛児園新園舎はウィリアム・メレル・ヴォーリズが設計を手がけ、当初の建設予定地から建設地を変更するなど紆余曲折を経て、1933年に落成した。なお、この園舎はその後、1945年5月の横浜大空襲で焼失している。1935年に、恒は、その隣接地に、春光園母子寮を建設し、その寮長に就任する。
1940年には、日本が軍事色を強めるなか、母性の自覚・向上を図ることを目的に、横浜市中村町3丁目に、横浜母性学園を設立。恒は、同学園当初から、保母養成を行いたいという思いがあったが、なかなか認可を得ることができなかった。1941年、繰り返しの説得の末、ようやく神奈川県の認可を得て、同年6月30日に、同学園を母体として保育所保母養成施設・横浜保母学園を設立した。これが横浜女子短期大学の前身となる。
横浜保母学園は、横浜大空襲のため、1945年に全焼するが、2年後の1947年に、高風寮に場所を変えて再開。その後、1948年、横浜市南区に校舎を移転する。1948年9月に厚生省の指定する保母養成施設としての認定を受けたのち、1949年には、保育専門学院と改称した。
横浜大空襲の後の1946年、恒は、保母養成施設の設立と並行しながら、生活に困窮している母子や、孤児、浮浪児を収容・保護するための施設・高風子供園を開設する。横浜大空襲で焼け残った高風寮（横浜市本牧）を、横浜市より借り受け、30名程度を収容・保護した。
なお高風寮はもともと横浜市教職員修養道場として建てられたもので、当時もまだ横浜市の教育関係者らが居住していた。恒は、当時、社団法人日本厚生団を組織していた福田忠光からのすすめで、この建物の借り受けを当時の横浜市長・半井清に依頼し、承諾を得たのだという。その際、半井が恒に「高風の名はぜひ残してほしい」「創設者の内務大臣足立謙三が高風寮とつけられた」と伝えたことが、高風子供園の名の由来となった。

### 戦後から晩年（-1998）
戦後創設された教育委員会制度の下、神奈川県教育委員の選挙が1948年に行われた。恒は幼児教育の重要性を訴えて立候補し、第二位で当選。第一回公選教育委員として1952年まで務めた。
1950年12月、米国政府の招聘を受け「第五回児童及び青年のための白亜館会議（White House Conference on Children and Youth）」に日本代表の一人として参加した。大会の前後で、アメリカ各地やヨーロッパ諸国の児童福祉事業を視察した。この白亜館会議には、のちに1960年の第六回、1970年の第七回会議にも参加し、欧米各国を視察している。1951年3月に日本へ帰国後まもない9月には、国連の奨学金を受けてカナダへ渡航。
約五か月間カナダ各地を視察し、児童福祉行政を学んだ。
1958年5月、白峰会本部内に白峰会児童相談室を開設した。
戦後から保母養成を大学教育のなかに位置付ける構想を持っていた恒は、保育専門学院を短期大学に切り替えるための準備をはじめた。
1966年1月、学校法人白峰学園を設立、横浜女子短期大学（保育科）の設置が認可され、理事長に就任した。
1966年4月から1967年2月まで、高風子供園を舞台としたテレビドラマ『記念樹』が放映された。
1964年、神奈川県社会福祉婦人懇話会を結成し、会長に就任。この懇話会が行った内山岩太郎知事への陳情の結果、長年保育に携わり他の範となった保母を表彰する「神奈川県保母賞」が1965年に制定された。この賞は「神奈川県保育賞」と名を変え現在も続いている。また、1976年に長洲一二知事へ意見具申した結果、「神奈川県保母の日」が制定されるなど、保母の地位向上に尽力した。
1970年には、横浜市磯子区に横浜女子短期大学附属幼稚園を設置し、園長に就任した。
1979年5月から神奈川新聞に「わが人生」を連載し、1980年3月まで掲載された。この連載はその後、恒の日記などを加えて『児童福祉とわが人生』として出版されている。
1990年には、キリスト教精神にもとづく社会福祉事業への貢献が評価され、キリスト教功労者 として表彰された。
1998年（平成10年）1月20日11時10分、呼吸不全のため大船中央病院で逝去した。98歳没。

## 人物
- 元神奈川県知事の長洲一二から「神奈川の母」と評されるほど、気性の激しさを持っていた[34]。
- 納得がいかないことがあれば、どこへでも乗り込んでいき、「正しいことなら誰にも遠慮はいらない」と言うほどであり、その情熱的な行動は、他の人を魅了するほどであった[34]。
- 交流のあった横須賀キリスト教社会館の阿部志郎館長は「福祉における一時代の開拓者」と評価し「その発想は常に斬新であり、社会に対する鋭い批評的視点が失われることはなかった」と述べている[34]。
- 80歳になるまで毎週数日間は高風子供園に泊まり込むほど子ども好きだった[2]。
- 赤いベレー帽がよく似合い、90歳を過ぎても身だしなみに気を配り、常に気丈で端正な装いを崩さなかった[34]。
- 妹の田村武が他界した際、相続した、小田急線藤沢本町駅近くの225平方メートルの緑地を、他の相続者3名とともに、神奈川県藤沢市に寄贈した[35][36]。この土地は、藤沢市との間に保存協定が結ばれており、市民に開放されている[36]。

## 評価
- 藍綬褒章 - 1956年（昭和31年）11月
- 神奈川文化賞 - 1966年（昭和41年）度[37]
- 勲四等瑞宝章 - 1966年（昭和41年）[38]
- 横浜文化賞 - 1974年（昭和49年）度[39]
- 勲三等瑞宝章 - 1987年（昭和62年）[38]
- キリスト教功労者 - 1990年（平成2年)11月[32]

## 著書
- 平野恒子『白い峰』白峰会、1959年。 NCID BN05968992。
- 平野恒子『児童福祉とわが人生』神奈川新聞厚生文化事業団、1982年1月。全国書誌番号:82036908 NDLJP:12143522。